# كندريك جونز
كندريك جونز (بالإنجليزية: Kendrick Jones)‏ هو لاعب كرة قدم أمريكية ولاعب كرة القدم الكندية أمريكي، ولد في 30 نوفمبر 1982.